# Made - Due imbroglioni a New York
Made - Due imbroglioni a New York (Made) è un film del 2001 scritto e diretto da Jon Favreau, distribuito in Italia direttamente per il mercato home video dalla Eagle Pictures.

## Trama
Bobby ha legami con il capo della mafia locale, Max, ma lavora come un onesto muratore per i progetti di costruzione di Max. Combatte in partite di boxe amatoriali a lato, ma la sua carriera è poco brillante (cinque vittorie, cinque sconfitte, un pareggio). Lottando per sostenere la sua fidanzata spogliarellista Jessica e sua figlia Chloe, Bobby decide di fare un lavoro mafioso per Max. Contro il suo miglior giudizio, porta con sé il suo nuovo amico Ricky.
Bobby e Ricky vanno a New York per agire come rappresentanti di Max per un accordo di riciclaggio di denaro con il suo partner della East Coast , Ruiz. Incontrano Jimmy, che sarà il loro autista, e Horrace, che è collegato sia a Max che a Ruiz. Ricky e Bobby litigano durante il loro viaggio mentre Ricky cerca di vivere in grande, mentre Bobby vuole stare attento e attenersi alla lettera delle istruzioni di Max. Ruiz ha una bassa opinione della coppia, ma li manda via per mostrare al suo contatto criminale, il gallese, un buon momento. Svanendo più volte lungo la strada, la coppia alla fine riesce ad accordare un accordo tra Ruiz e i contatti del Westie del gallese.
Ricky diventa sospettoso di Ruiz e insiste sul fatto che portano una pistola al loro incontro con i Westies. Bobby rifiuta categoricamente. Il giorno dell'incontro, Ricky è scomparso, ma Jimmy insiste sul fatto che Bobby continui l'incontro. Quando Bobby inizia a diffidare di Jimmy, incontra il gallese e i Westies. I Westies incrociano Bobby e il gallese, ma Ricky arriva da un'entrata laterale con una pistola. Un Westie riconosce l'arma di Ricky come una pistola di avviamento e scoppia una rissa. Jimmy arriva con una vera pistola e manda via i ragazzi mentre si occupa dei Westies.
Di ritorno a Los Angeles, Bobby spezza tutti i rapporti d'affari con Max. Arrivato a casa, scopre Jessica a letto con un cliente e sbuffando di cocaina. Bobby cerca di convincere Jessica a ripulire la sua azione per amore di Chloe, ma Jessica rifiuta. Invece, chiede a Bobby di prendere in custodia Chloe e di andarsene. In un epilogo ambientato da Chuck E. Cheese, apprendiamo che Bobby e Ricky stanno ora allevando Chloe insieme, sebbene i due amici continuino a litigare costantemente.